# Eustrophopsis bombinus
Eustrophopsis bombinus là một loài bọ cánh cứng trong họ Tetratomidae. Loài này được Seidlitz miêu tả khoa học đầu tiên năm 1898.